# Darko Bjedov
Darko Bjedov, né le 28 mars 1989 à Belgrade (Yougoslavie, aujourd'hui Serbie), est un footballeur serbe.

## Biographie
Il inscrit 18 buts en première division monténégrine lors de la saison 2015-2016, puis 10 buts en première division serbe lors de la saison 2016-2017.